# ضريبة السيارات في المغرب
ضريبة السيارات في المغرب المعرفة باسم لافينييت هي ضريبة سنوية تم إنشاؤها في 24 ینایر 1953 بموجب الفصل 20 من القرار الصادر في 8 جمادى الأولى 1372 بشأن مراقبة السیر والجولان والمسجلة في المغرب.
تمتد فترة فرض أداء الضریبة من فاتح ینایر إلى 31 دجنبر من كل سنة تحت طائلة الغرامة.

## مستجدات قانونية

### قانون المالية لسنة 2017
- بموجب قانون المالية لسنة 2017، أضحت إدارة الجمارك الجهة المسؤولة عن تحصيل الضريبة على التسجيل الأولي للسيارات الفاخرة المستوردة أو الجديدة. وذلك حسب مبلغ السيارة:[1]
  - 5٪ المركبات التي تتراوح قيمتها بين 400000 و 600000 درهم.
  - 10٪ للسيارات من 600.001 إلى 800.000 درهم،
  - 15٪ للسيارات من 800.001 درهم إلى 1.000.000 درهم.
  - 20٪ للمركبات البالغة قيمتها مليون درهم.

### قانون المالية لسنة 2019
- بموجب قانون المالية لسنة 2019، تعفى المركبات المستخدمة في نقل الأشخاص والبضائع والتي لا تزيد حمولتها الإجمالية عن 3،000 كيلو غرام من أداء ثمن الملصق الضريبي على السيارة.[2]
- الرفع من ثمن الضريبة السنوية على السيارات كالاتي:[3]
  - 50 درهم للمركبات التي تقل أو تعادل 10 أحصنة،
  - 200 درهم للمركبات ما بين 11 و14 حصانا،
  - 500 درهم للمركبات التي تساوي 15 حصانا أو أكثر،